# Torbjörn Ek
Torbjörn Erik Ek  (* 25. Juni 1949 in Ljusdal, Gävleborgs län; † 18. August 2010 ebenda) war schwedischer Fußball- und Bandyspieler. Im Bandy bestritt er 102 Länderspiele und nahm an sechs Weltmeisterschaften teil.

## Laufbahn

### Fußballkarriere
Ek begann parallel mit dem Fußball- und Bandyspielen. 1967 debütierte der Stürmer in der Männermannschaft von Ljusdals IF, die seinerzeit in der dritten Liga spielte. Unter Trainer Jens Lindblom stieg er mit der Mannschaft in die zweite Liga auf. Im Sommer 1971 folgte er dem Trainer zu AIK in die Allsvenskan, da er sich in Stockholm an der Gymnastik- och Idrottshögskolan zum Lehrer ausbilden ließ. Blieb ihm in seiner ersten Spielzeit in acht Spielen ein Torerfolg im schwedischen Oberhaus verwehrt, konnte er am ersten Spieltag der Spielzeit 1972 beim 2:2-Unentschieden gegen Örgryte IS seinen ersten Torerfolg in der ersten Liga feiern. Im Verlauf der Spielzeit gelangen ihm sieben Saisontore. Auch in der folgenden Spielzeit konnte er anfangs seine Torgefährlichkeit unterstreichen, ab der Saisonmitte wurde er jedoch als Abwehrspieler eingesetzt.
Nach Abschluss seiner Ausbildung kehrte er 1974 nach Ljusdal zurück, wo er fortan als Lehrer arbeitete. 1975 schloss er sich kurzzeitig GIF Sundsvall an und kam zu acht weiteren Einsätzen in der Allsvenskan. Nach seiner Versetzung nach Västerås wechselte er 1975 zum damaligen Viertligisten Skiljebo SK. Nach einem Kurzaufenthalt bei Västerås SK ließ er seine Karriere bei Färjestads BK und Grebbestads IF ausklingen.

### Bandykarriere
Ek begann seine Bandykarriere bei Ljusdals BK. Bis 1975 lief er für den Klub in der Bandyallsvenskan auf und verabschiedete sich mit dem Gewinn der schwedischen Meisterschaft zum Ligarivalen Västerås SK. Hier spielte er bis 1980, ehe er bis 1987 für IFK Kungälv in der ersten schwedischen Liga spielte.
1967 gewann Ek die Jugendweltmeisterschaft im Bandy. 1970, 1972 und 1978 wurde er als Bandyspieler des Jahres ausgezeichnet.

### Nach der aktiven Zeit
Noch während seiner aktiven Zeit im Bandy übernahm Ek das Traineramt der Fußballmannschaft von Kode IF. Zwischen 1983 und 1987 betreute er den Klub. Ab 1986 war er zudem als Spielertrainer bei der Bandymannschaft von IFK Kungälv tätig. Anschließend trainierte er bis 1991 die Bandymannschaft von Ale-Surte SK. 1993 war er kurzzeitig schwedischer Bandynationaltrainer.
Bis 1985 arbeitete Ek als Lehrer. Anschließend machte er sich mit seinem eigenen Sportgeschäft selbständig. Seit 1987 war er beim Glücksspielunternehmen Svenska Spel bzw. dem Vorgänger Tipstjänst tätig. Im Dezember 2009 wurde bei Ek Speiseröhrenkrebs diagnostiziert, im August des nächsten Jahres erlag Ek der Erkrankung.